# Peder Laale
 Der er for få eller ingen kildehenvisninger i denne artikel, hvilket er et problem. Du kan hjælpe ved at angive troværdige kilder til de påstande, som fremføres i artiklen.

Peder Laale, også skrevet Peder Låle, Peder Lolle, Pedr Laala og Petrus Laale, var en dansk ordsprogssamler, som levede i sidste halvdel af 1300-tallet. Vi kender intet til Peder Laales liv, hverken hvor eller hvornår han levede. Kendt er hans berømte samling af danske og latinske ordsprog Parabolae, på dansk kaldet Ordsprog. Der bliver han omtalt som legista, det vil sige kyndig i civil ret. Men han var muligvis præst.

## Ordsprog
Peder Laales ordsprogssamling indeholder 1200 latinske sentenser hvoraf ca. 1000 er oversat til tilsvarende dansk. Mange fællesnordiske ordtag og talemåder, også flere som endnu er i levende brug, er tidligst noteret i denne samling. Nogle af de danske ordsprog er måske forfattet af ham selv, men de allerfleste er meget gamle og skabt af folket. Samlingen er den ældste af sin type i Norden, bortset fra den lille islandske Málsháttarkvædi, og derfor en vigtig kilde til kundskaben om tanke- og forestillingsverden i middelalderen.
Originalteksten, som sandsynligvis stammer fra ca. 1350, kendes kun som fragmenter og citater før den kom i en trykt version i 1506, trykt af Gotfred af Ghemen. Nye udgaver kom i 1515, 1614, 1703, 1828, 1843, 1889-1894, 1929 og 1966, sidst under titlen Gammeldanske ordsprog. Peder Laales ordsprog udgør også første bind af standardværket Danmarks gamle Ordsprog, som er udgivet fra 1977.
De latinske formuleringer i bogen er forvanskede og præget af gallicismer, det vil sige stærkt påvirket af fransk, hvilket kan tyde på at Laale var paris-klerk. Alligevel blev samlingen flittigt anvendt som skolebog i netop latin i 1500-tallet, også efter reformationen i 1536.
Folkloristen og sprogmanden Peder Syv gengiver flere af Peder Laales ordsprog i sin store samling Almindelige danske Ordsprog, som kom i to bind i 1682 og 1688.

### Teksteksempler fraOrdsprog
Disse uddrag viser originalteksten fra den trykte udgave fra 1506 sammen med en dansk oversættelse af ordsprogene:
- Ordsprog nr. 38

Latin: Ampnem paruorum facit vnda frequens fluuiorum
Dansk: Monghe becke oc smaa gøre een stoor aa
Moderne dansk:Mange bække små gør en stor å
- Ordsprog nr. 56

Latin: ars est portanti leuis vber ea sed egenti
Dansk: Konsth ær læth at bæræ
Moderne dansk: Kundskab er let at bære
- Ordsprog nr. 258

Latin: Dum calidum sentis farcimen mande bidentis
Dansk: Man scal ædhe pølsen men hwn ær warm
Moderne dansk: Man skal æde pølsen medens den endnu er varm
- Ordsprog nr. 532

Latin: Jgnem flamesus timet atque canem cane lesus
Dansk: Brænt barn rædiss gernæ ildh oc biddhet hwnd
Moderne dansk: Brændt barn skyr ilden (og bidende hund)
Her er flere eksempler gengivet i nyere dansk sprogdragt:
- At give dårer råd, er som at slå koldt vand på en gås.
- Barnet skal krybe før det nemmer at gå.
- Bedre halvt brød end intet.
- Den skal have stærke ben, der skal bære gode dage.
- Den, som er ræd for buske, kommer sent til skovs.
- Det træ, der bøjes, er bedre end det der brister.
- Dåren lader ord gå ind ad det ene øre og ud af det andet.
- Lær ulv Fadervor, den siger dog «lam,lam».
- Man kan ikke både blæse og have mel i munden.
- Ofte kommer regn efter solskin, og skinner klart vejr efter overskyet himmel.
- Onde urter vokser mest.
- Rodløst træ giver sjældent frugt.
- Tørt træ giver hurtig ild.
- Tyve elsker mørke.
- Ung engel bliver ofte gammel djævel.